# Duolandrevus gingoogus
Duolandrevus gingoogus är en insektsart som beskrevs av Otte, D. 1988. Duolandrevus gingoogus ingår i släktet Duolandrevus och familjen syrsor. Inga underarter finns listade i Catalogue of Life.